# Bob Ezrin
Bob Ezrin (Toronto, Ontario, 1949) és un productor de música i músic canadenc.
En els anys 1970 van arribar la seva època de glòria. En efecte, va produir els àlbums d'intèrprets i de grups famosos com Alice Cooper, Lou Reed, Peter Gabriel, Kiss i el conegut àlbum de Pink Floyd The Wall, considerat un dels millors àlbums de tots els temps. Amb Pink Floyd també va col·laborar com a músic en diversos dels seus discos.
El 1982 va produir el disc Dure limite del grup francès Téléphone.
És considerat com un productor amb una forta personalitat, sovint se l'ha descrit com el Francis Ford Coppola dels productors. S'ha inspirat molt en la música clàssica per fer els arranjaments i fou un dels precursors en l'ús de la informàtica en l'enregistrament i les mescles.
Darrerament ha treballat amb Jane's Addiction, Darkness, Nine Inch Nails i Deftones de qui ha produït el cinquè àlbum d'estudi.